# Cyrtandra integrifolia
Cyrtandra integrifolia är en tvåhjärtbladig växtart som beskrevs av Charles Baron Clarke. Cyrtandra integrifolia ingår i släktet Cyrtandra och familjen Gesneriaceae. Inga underarter finns listade i Catalogue of Life.